# Кодинка
Коди́нка — деревня в Свердловской области России. Входит в Каменск-Уральский городской округ.

## География
Деревня Кодинка расположена к западу от границы города Каменска-Уральского, на левом берегу реки Исети. На юго-западе к Кодинке примыкает деревня Малая Кодинка.

## История
Ранее деревня Кодинка называлась Кодинкская. Деревня основана после 1734 года на месте находившегося здесь ранее башкирского улуса (аула). По преданиям, Кодинка получила название от имени бывшего хозяина аула башкира Кодыма.
В 1916 году деревня относилась к Щербаковской волости. В 1928 году Кодинка входила в Новозаводской сельсовет Каменского района Шадринского округа Уральской области. В 1930 году рядом с деревней проложена железная дорога от Свердловска до Каменска, образовался разъезд Кодынский. 8 мая 1964 года решением Облисполкомов (промышленного и сельского) № 268-217 был образован Новозаводский сельсовет, деревня Кодинка вошла в его состав.

## Население
| 1904 | 1926 | 2002 | 2010 |
| ---- | ---- | ---- | ---- |
| 702  | ↗710 | ↘297 | ↗368 |

Структура
- По данным переписи 1926 года, в Кодинке было 187 дворов с населением 710 человек (мужчин — 327, женщин — 383), все русские[2].
- По данным переписи 2002 года, национальный состав следующий: русские — 99 %[8].
- По данным переписи 2010 года, в деревне проживали 178 мужчин и 190 женщин[9].

## Инфраструктура
| Список улиц | Список улиц | Список улиц  |
| #           | Тип         | Название     |
| ----------- | ----------- | ------------ |
| 1           | улица       | Клубная      |
| 2           | улица       | Ключевая     |
| 3           | улица       | Комарова     |
| 4           | улица       | Конечная     |
| 5           | улица       | Короткая     |
| 6           | улица       | Луговая      |
| 7           | улица       | Отрадная     |
| 8           | улица       | Партизанская |
| 9           | улица       | Привольная   |
| 10          | улица       | Прохладная   |
| 11          | улица       | Родоновая    |
| 12          | улица       | Степная      |
| 13          | улица       | Труда        |
| 14          | улица       | Цветочная    |
| 15          | переулок    | Вишнёвый     |
| 16          | переулок    | Земляничный  |
| 17          | переулок    | Клубный      |
| 18          | переулок    | Комарова     |

## Достопримечательности
Ключ
В деревне находится Кодинский тёплый ключ — источник с постоянной температурой 18 °C. Истояник является гидрологическим памятником природы.
Обелиск
В деревне установлен обелиск погибшим участникам Великой Отечественной войны.